# 式守伊之助 (14代)
14代 式守 伊之助（じゅうよんだい しきもり いのすけ、1870年 - 1925年12月26日)は大相撲の立行司。

## 人物
本名は平木兼次郎。出身は東京府東京市本所区（現在の東京都墨田区本所）の横網町。
7代式守伊之助に入門し（のち伊勢ノ海部屋へ）、1884年5月場所に2代式守与之吉の名で初土俵を踏み、1899年3代式守勘太夫を襲名。ちなみに式守勘太夫の名跡は、現代では幕内格以上の行司が襲名するイメージが強いが、この3代式守勘太夫は式守勘太夫の名跡を襲名した当初、番付掲載上4段中3段目の比較的小さな文字で書かれていた。1902年には幕内格に、1906年には三役格に昇進する。三役時代には5代式守与太夫（のち19代庄之助）、3代式守錦太夫（のち松翁20代庄之助）とともに「名行司三太夫」として知られた。
1925年5月場所後に、当時の13代伊之助が翌1926年1月場所から19代庄之助を襲名するのに合わせて、勘太夫が14代式守伊之助を襲名することが決定し、吉田司家から立行司免許も発行された。しかし、襲名後最初の本場所を迎える直前である12月26日に病気のため亡くなったため、伊之助としては土俵に上がることができず、1番の取組も捌けなかった。
ただし番付上は1926年1月場所に、死跡ではあるが勘太夫改式守伊之助として在位1場所が記録されている。